# Ácido elágico
Ácido elágico é um polifenol sintetizado por múltiplas espécies de plantas, nas quais tem como função proteger os tecidos contra a luz ultravioleta, vírus, bactérias e parasitas. A sua presença tem sido usada como sinapomorfia em taxonomia para reunir as Fabales como ordem. O ácido elágico está presente nas plantas como elagitanino, que se activa para ácido elágico. O ácido elágico tem a fórmula sintética C14H6O8. O número CAS é 476-66-4.